# Лікарка Дугі Камеалоха
«Лікарка Дугі Камеалоха» (англ. Doogie Kameāloha, MD) — американська сімейна медична драмедія, розроблена Куртні Кан на основі телесеріалу ABC 1989—1993-х років — «Лікар Дугі Гаузер» (англ. Doogie Howser, MD) із Нілом Патріком Гаррісом у головній ролі.
У новому серіалі знімалися: Пейтон Елізабет Лі, Кетлін Роуз Перкінс, Джеффрі Боуєр-Чепмен, Джейсон Скотт Лі, Ронні Ченг та інші актори. Прем'єра серіалу відбулася 8 вересня 2021 року на стримінговому каналі Disney+.

## Сюжет
Лахела Камеалоха на прізвисько Дугі — юна вундеркіндка, яка у 16 років уже здобула медичну освіту. Їй доводиться протистояти недовірі колег та пацієнтів, а також розбиратися у стосунках із матір'ю, яка є її босом.
Серіал не є прямим продовженням «Лікаря Дугі Гаузера», але герої згадують його як відоме телевізійне шоу, завдяки якому Лахела отримала своє прізвисько — «Дугі».

## Акторський склад
- Пейтон Елізабет Лі — Дугі / Лахела Камеалоха, 16-річна випускниця медичної школи Гавайського університету
- Емма Мейзел — Стеф Деніско, найкраща подруга Дугі
- Метью Сато — Кай Камеалоха, старший брат Дугі
- Вес Тянь — Браян Патрік Камеалоха, молодший брат Дугі
- Джеффрі Боуєр-Чепмен — Чарльз Зеллер, колега Дугі в медичному центрі Оаху
- Мапуана Макія — Ноелані Накаяма, колега Дугі в медичному центрі Оаху
- Кетлін Роуз Перкінс — д-р Клара Хеннон, мати Дугі, глава медичного центру Оаху
- Джейсон Скотт Лі — Бенні Камеалоха, батько Дугі, власник закусочної на колесах
- Алекс Айоно — Волтер Камара, серфер, любовний інтерес Дугі
- Ронні Ченг — д-р Лі, кардіохірург медичного центру Оаху

## Список епізодів
| Епізод | Назва                                       | Режисер       | Сценарист                          | Вихід             |
| ------ | ------------------------------------------- | ------------- | ---------------------------------- | ----------------- |
| 1      | «Алоха — це Привіт» (Aloha — The Hello One) | Джейк Касдан  | Кортні Кан                         | 8 вересня 2021    |
| 2      | «Кохання — це загадка» (Love Is a Mystery)  | Ерін О'Меллі  | Елісон Беннетт                     | 15 вересня 2021   |
| 3      | «Ліцензія неводія» (License to Not Drive)   | Ерін О'Меллі  | Саша Строман                       | 22 вересня 2021   |
| 4      | «Лахела та Стич» (Lahela & Stitch)          | Джессі Бочко  | Стів Джо                           | 29 вересня 2021   |
| 5      | «Ціна завантаженняа» (Dunk Cost)            | Рендалла Парк | Патрік Кан, Майкл Левін            | 6 жовтня 2021     |
| 6      | «Кар'єрні красуні» (Career Babes)           | Джессі Бочко  | Хейлі Адамс, Джоелен Редлінгсхафер | 13 жовтня 2021    |
| 7      | «Мама-ментум» (Mom-Mentum)                  | Шон Кавана    | Метью Харавіц                      | 20 жовтня 2021    |
| 8      | «Розповідь-історія» (Talk-Story)            | TBA           | TBA                                | 27 жовтня 2021    |
| 9      | «Scutwork» (Розкрій)                        | TBA           | TBA                                | 3 листопада 2021  |
| 10     | «Алоха — це Прощавай»                       | TBA           | TBA                                | 10 листопада 2021 |

## Виробництво
У квітні 2020 року було оголошено, що «жіночий» ремейк «Лікаря Дугі Гаузера» був розроблений Кортні Кан для каналу Disney+. Дія нового серіалу розгортається на Гаваях, де пройшло дитинство Кан. У вересні 2020 року Disney+ розпочала роботу над серіалом. У січні 2020 року Пейтон Елізабет Лі була запрошена на головну роль, на інші ролі були запрошені Кетлін Роуз Перкінс, Джеффрі Боуєр-Чепмен, Джейсон Скотт Лі. У лютому до акторського складу приєдналися Мапуана Макіа та Метью Сато, у березні — Ронні Ченг та Емма Мейзел. Знімання розпочалися 7 грудня 2020 року в Гонолулу та Лос-Анджелесі.

## Реліз
Прем'єра серіалу відбулася на Disney+ 8 вересня 2021 року. Решта епізодів заплановані для випуску щосереди.

## Сприйняття
Вебсайт-агрегатор оглядів Rotten Tomatoes повідомив про рейтинг схвалення 92 % із середнім рейтингом 6,6/10 на основі 12 відгуків критиків. Metacritic дав серії середньозважену оцінку 75 із 100 на основі 5 відгуків критиків, вказуючи на «загалом сприятливі відгуки».